# Coalició Nacionalista - Europa dels Pobles
Coalició Nacionalista - Europa dels Pobles va ser el nom que va adoptar una coalició electoral per a presentar-se a les eleccions al Parlament Europeu de 1999 a Espanya. Tenia el seu precedent en les candidatures que, amb el nom de Coalició Nacionalista, s'havien presentat a les eleccions de 1989 i 1994 i, amb els de Coalició per l'Europa dels Pobles i Per l'Europa dels Pobles s'havien presentat a les de 1987, 1989 i 1994.
Els seus integrants eren quatre partits regionalistes i nacionalistes de centredreta i centreesquerra: Partit Nacionalista Basc (PNB) i Unió Mallorquina (UM), procedents de la Coalició Nacionalista de 1994, i Eusko Alkartasuna (EA) i Esquerra Republicana de Catalunya (ERC), que a les eleccions anteriors havien liderat la coalició Per l'Europa dels Pobles. Els quatre primers llocs de la llista van ser ocupats per Josu Ortuondo Larrea (PNB), Gorka Knörr Borràs (EA), Miquel Mayol (ERC) i Jaume Fluxà Morro (UM).
La coalició va obtenir un total de 613.968 vots (2,9%), sent la sisena força política i obtenint dos eurodiputats dels 64 en joc. La coalició va obtenir els seus millors resultats a les Illes Balears (20.155 vots, 5,58%), Catalunya (174.374 vots, 6,06%), Navarra (17.030 vots, 5,7%) i el País Basc (392.800 vots, 33,93%, la candidatura més votada allí), sense sobrepassar l'1% a cap altra comunitat autònoma.
D'acord amb els pactes de coalició, Josu Ortuondo ocuparia el seu escó durant tota la legislatura, formant part del grup Els Verds-Aliança Lliure Europea. L'altre escó seria ocupat successivament pels nombres dos i tres de la llista de la coalició. En el primer torn va ocupar l'escó el nombre dos, Gorka Knörr, d'EA (20 de juliol de 1999 - 7 de juny de 2001), formant part també del grup Els Verds-Aliança Lliure Europea. A continuació va ocupar l'escó el representant d'ERC, Miquel Mayol (8 de juny de 2001 - 19 de juliol de 2004), integrant-se també en el grup Els Verds-Aliança Lliure Europea.

## Integrants
| Partits | Partits                                                   |
| ------- | --------------------------------------------------------- |
|         | Partit Nacionalista Basc (EAJ/PNV)                        |
|         | Eusko Alkartasuna (EA)                                    |
|         | Esquerra Republicana de Catalunya (ERC)                   |
|         | Unió Mallorquina (UM)                                     |
|         | Els Verds (Confederació Ecologista de Catalunya) (EV–CEC) |

## Resultats electorals
| Parlament Europeu |         |     |      |        |     |
| Any               | Vots    | %   | Pos. | Escons | +/– |
| 1999              | 613,968 | 2.9 | 6è   | 2 / 64 |     |